# 닛산 디젤 R/RA

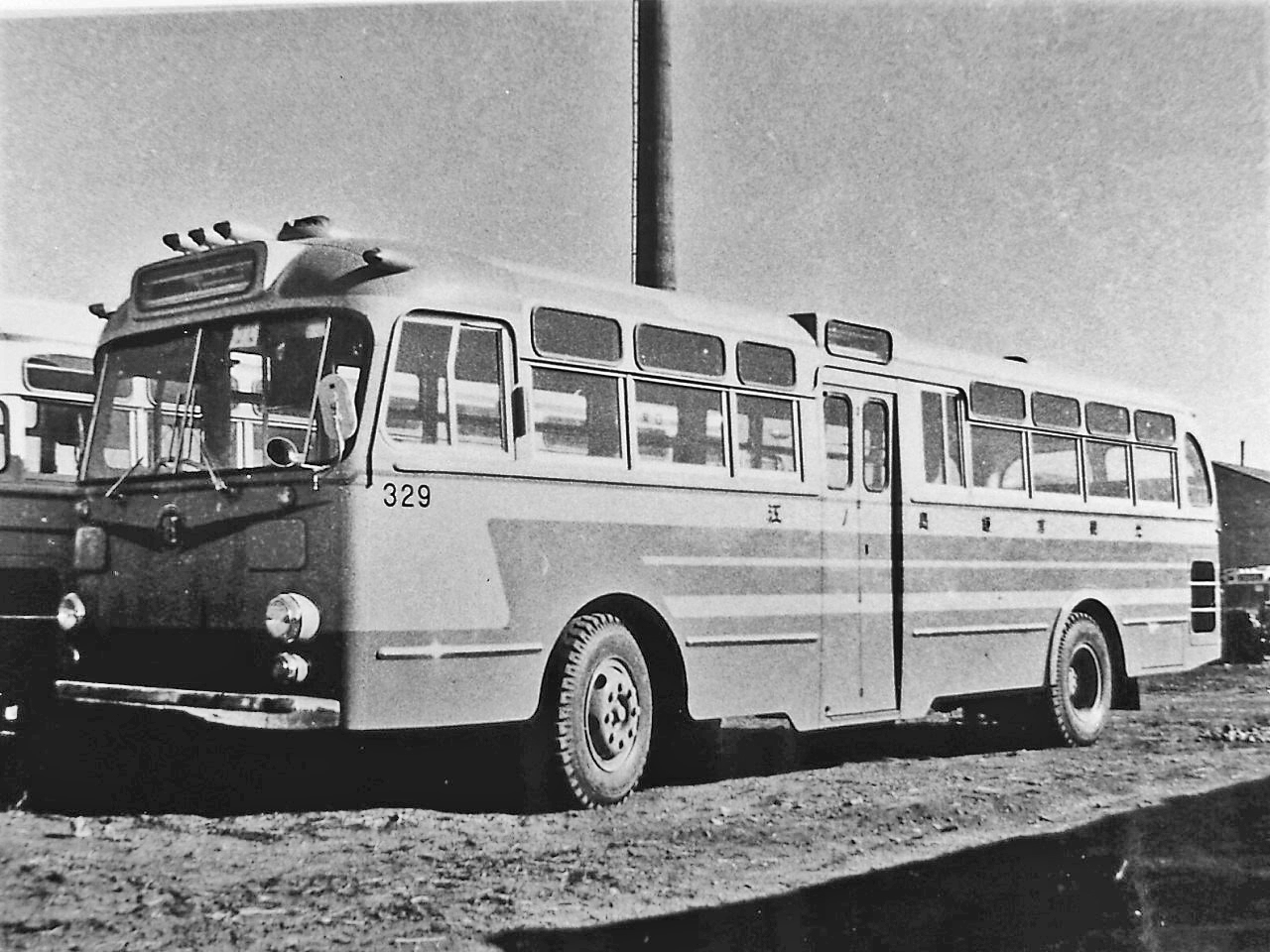
4R103계 1962년식

닛산 디젤 R/RA(영어: Nissan Diesel R/RA, 일본어: 日産ディーゼル・R/RA 닛산 디이제루・R/RA[*])는 일본 닛산 디젤 (현, UD트럭)이 만든 버스로 1950년부터 1973년까지 생산했다. 후속 모델은 닛산 디젤 UA 모델이 있다.

## 개요
1950년 민세이 디젤 공업은 2행정 기관을 탑재한 KD3형이 리어엔진 버스가 출시되었다. BR30/31/32형(이후 BR311/324/341/344형으로 변경)과 KD2형 엔진을 탑재한 BR20/21형 모델이 출시되었다. 1955년에 대향 피스톤 기관 엔진이 탑재한 KD형에서 유니플로 소기 디젤 엔진이 탑재한 UD형이 출시되었다. 1957년에 에어 서스펜션 사양이 탑재된 RFA형, RXA형이 출시되었다.
1958년에 RS형 모델이 생산이 종료되면서 단종되었다. 1960년에 UD4형 엔진이 탑재한 4R계로 명칭이 변경되었다. 1963년에 고출력 차량의 6RF계 모델이 6R계로 변경되었다. 1966년에 5기통 엔진인 UD5형 엔진이 탑재되었다. 1969년에 국철 버스 모델인 V8RA120형이 출시되었고 엔진은 UDV8N형이 탑재되었다. 1970년 최초로 4행정 기관을 탑재한 6기통 PD6형을 탑재한 PR형 모델이 개시되었다. 그와 동시에 RX형 모델은 단종되었다. 1973년에 생산이 종료되면서 단종되었다.

## 라인업
- 1960년
  - 4R(A)92, 4R(A)93, 4R(A)103
- 1963년
  - 6R(A)110
- 1964년
  - 4R110
- 1965년
  - 4R(A)82, 4R(A)94, 4R(A)104
- 1966년
  - 5R(A)94, 5R(A)104, 5R(A)110
- 1969년
  - V8RA120
- 1970년
  - 4R(A)82, 4R(A)95, 4R(A)105, 4R(A)106, 4R(A)111
  - 5R(A)95, 5R(A)105, 5R(A)106, 5R(A)111
  - 6R(A)107, 6R(A)111
  - PR(A)95, PR(A)105, PR(A)106, PR(A)111

## 같이 보기
- 닛산 디젤 스페이스 러너 A
- 닛산 디젤 스페이스 애로우
- UD 트럭